# Airmed
Airmed – w mitologii irlandzkiej bogini sztuki wiedźm i leczenia, należy do ludu Tuatha de Danaan. Była córką Diana Cechta. Jej brat to Miach; oboje uleczyli kiedyś Nuadę.